# ميمي كينيدي
ميمي كينيدي (بالإنجليزية: Mimi Kennedy)‏ هي ممثلة أمريكية، ولدت في 25 سبتمبر 1948 في الولايات المتحدة.

## أعمال

### أفلام
- (1992) الموت أصبح هي[5]
- (2010) تاريخ الاستحقاق[6]
- (2011) منتصف الليل في باريس[7]

### مسلسلات
- أم
- دارما وغريغ
- شبح هامس
- عقول إجرامية
- فضيحة[8]
- هاوس

## وصلات خارجية
- ميمي كينيدي على موقع IMDb (الإنجليزية)
- ميمي كينيدي على موقع ألو سيني (الفرنسية)
- ميمي كينيدي على موقع أول موفي (الإنجليزية)
- ميمي كينيدي على موقع قاعدة بيانات برودواي على الإنترنت (الإنجليزية)
- ميمي كينيدي على موقع قاعدة بيانات الأفلام السويدية (السويدية)
- ميمي كينيدي على موقع إن إن دي بي (الإنجليزية)
- ميمي كينيدي على موقع ديسكوغز (الإنجليزية)
- ميمي كينيدي على موقع قاعدة بيانات الفيلم (الإنجليزية)
- ميمي كينيدي على موقع كينوبويسك (الروسية)